# Пархуць Ганна Йосипівна
Ганна Йосипівна Парху́ць (нар. 30 січня 1942, Добрівляни) — українська вишивальниця, заслужений майстер народної творчості УРСР з 1988 року.

## Біографія
Народилася 30 січня 1942 року в селі Добрівлянах Дрогобицького району Львівської області. 1968 року закінчила Івано-Франківський інститут нафти і газу.

## Вироби
- наволочка «Золотий вересень» (1985);
- сукні «Оксана» (1985), «Випускниця» (1988);
- рушник «На синє небо виходить зоря» (1988);
- блузка «Космацька писанка» (1990).